# الساحة الكبرى القديمة

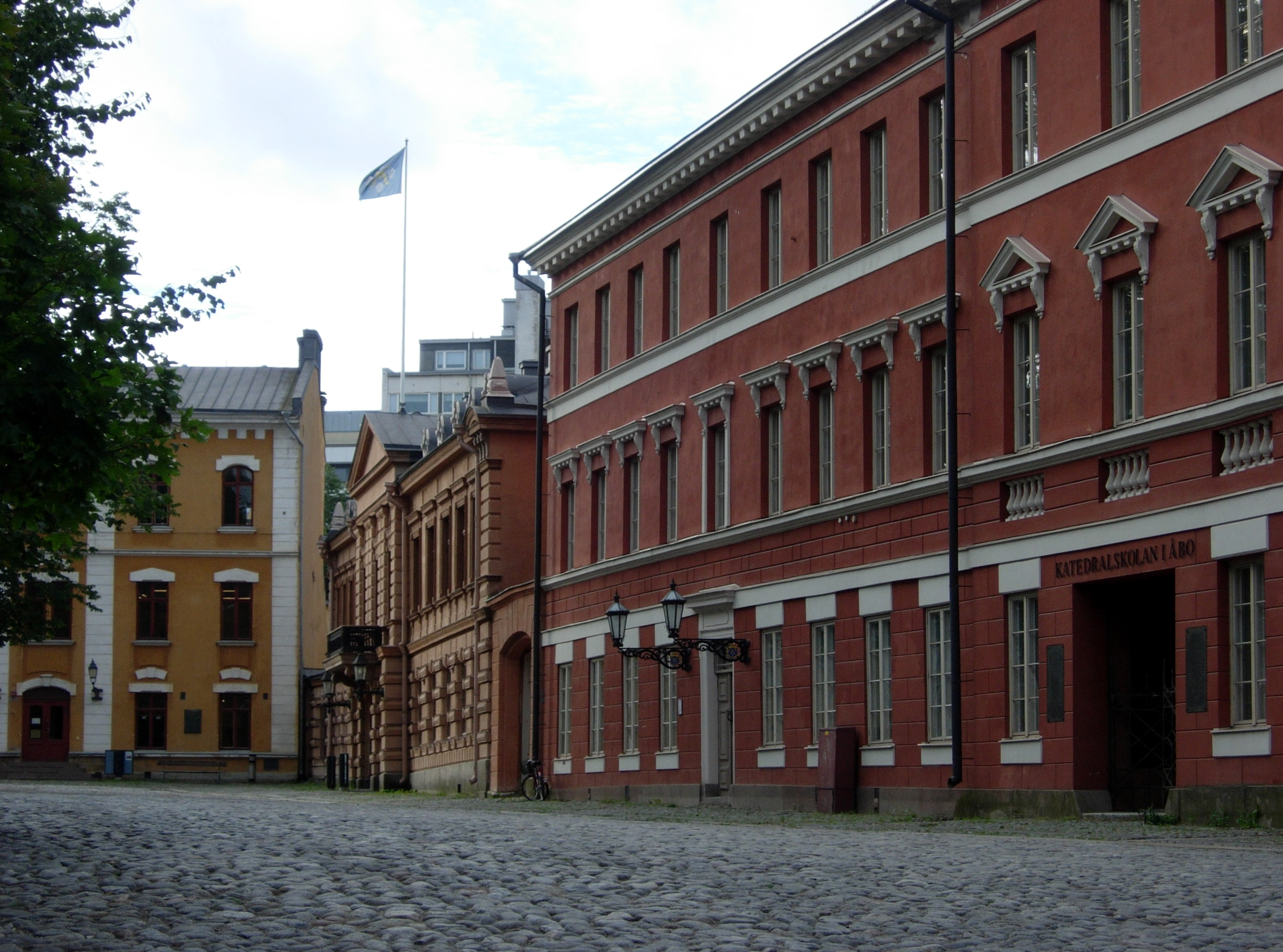
المباني على طول الساحة الكبرى القديمة: (من اليسار إلى اليمين) ومبنى البلدية القديم، قصر برينكالا ومدرسة أوبو الكاتدرائية

الساحة الكبرى القديمة (بالفنلندية: Vanha Suurtori، بالسويدية: Gamla Stortorget) ساحة سوق قروسطية في وسط مدينة توركو في فنلندا. وتقع في الحي الثاني على مقربة جداً من كاتدرائية توركو. كانت المنطقة مركز توركو الإداري والتجاري منذ تأسيس المدينة في القرن الثالث عشر حتى حريق توركو.
اليوم، يوجد إلى جانب مباني الساحة الكبرى القديمة، فقط على الجانب الجنوبي لأن عمارات الجانب الشمالي تحولت إلى حديقة بورتان (Porthaninpuisto) بعد الحريق. هنالك أربعة مبانٍ تاريخية في مدينة توركو تمت صيانتها للاستخدام الثقافي : قصر برينكالا، مبنى البلدية القديم، قصر هييلت، وقصر يوسليوس. شـُيدت المباني أساساً بعد الحريق، وتمثل العمارة الكلاسيكية الحديثة.

## معرض صور

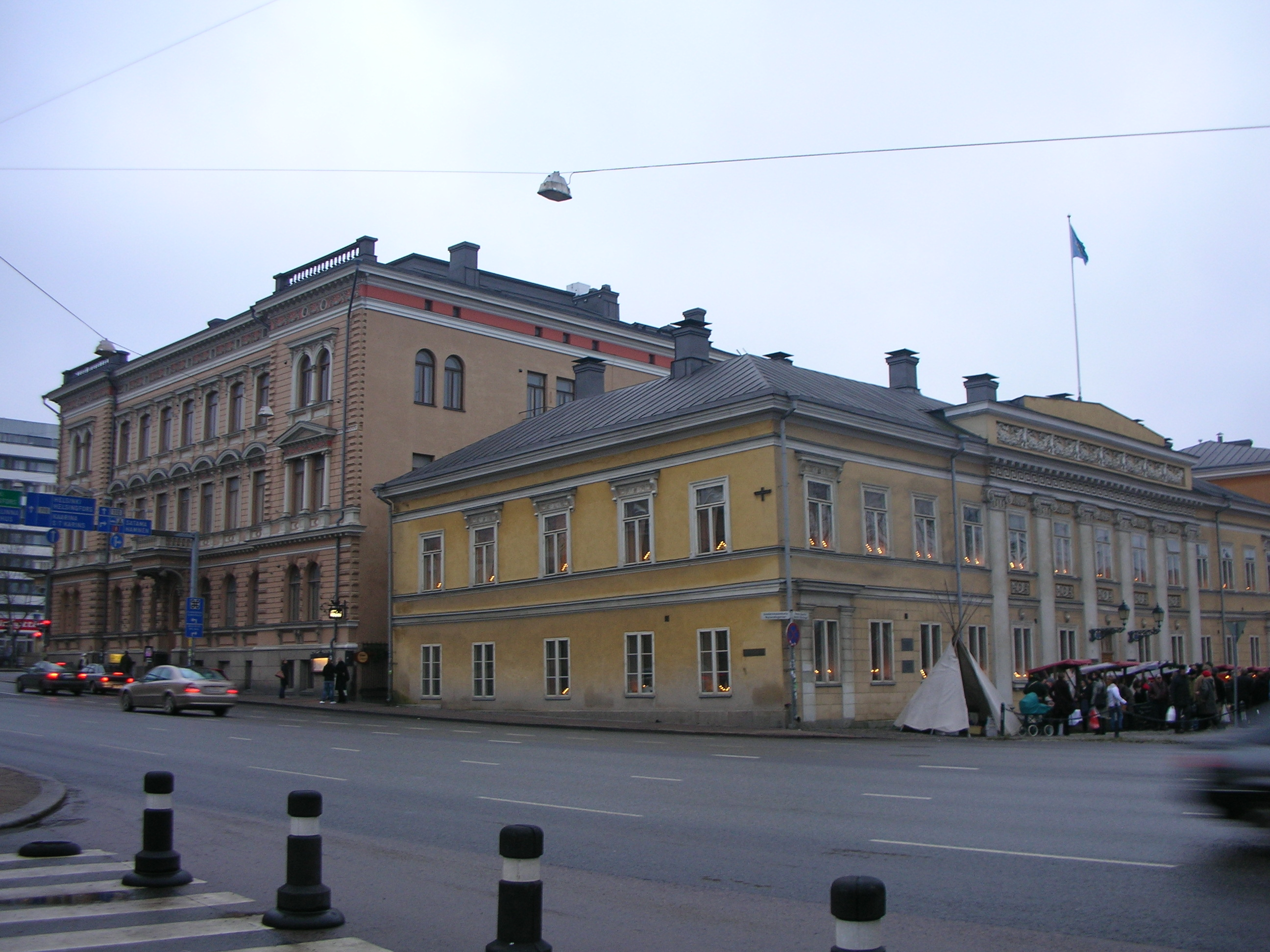
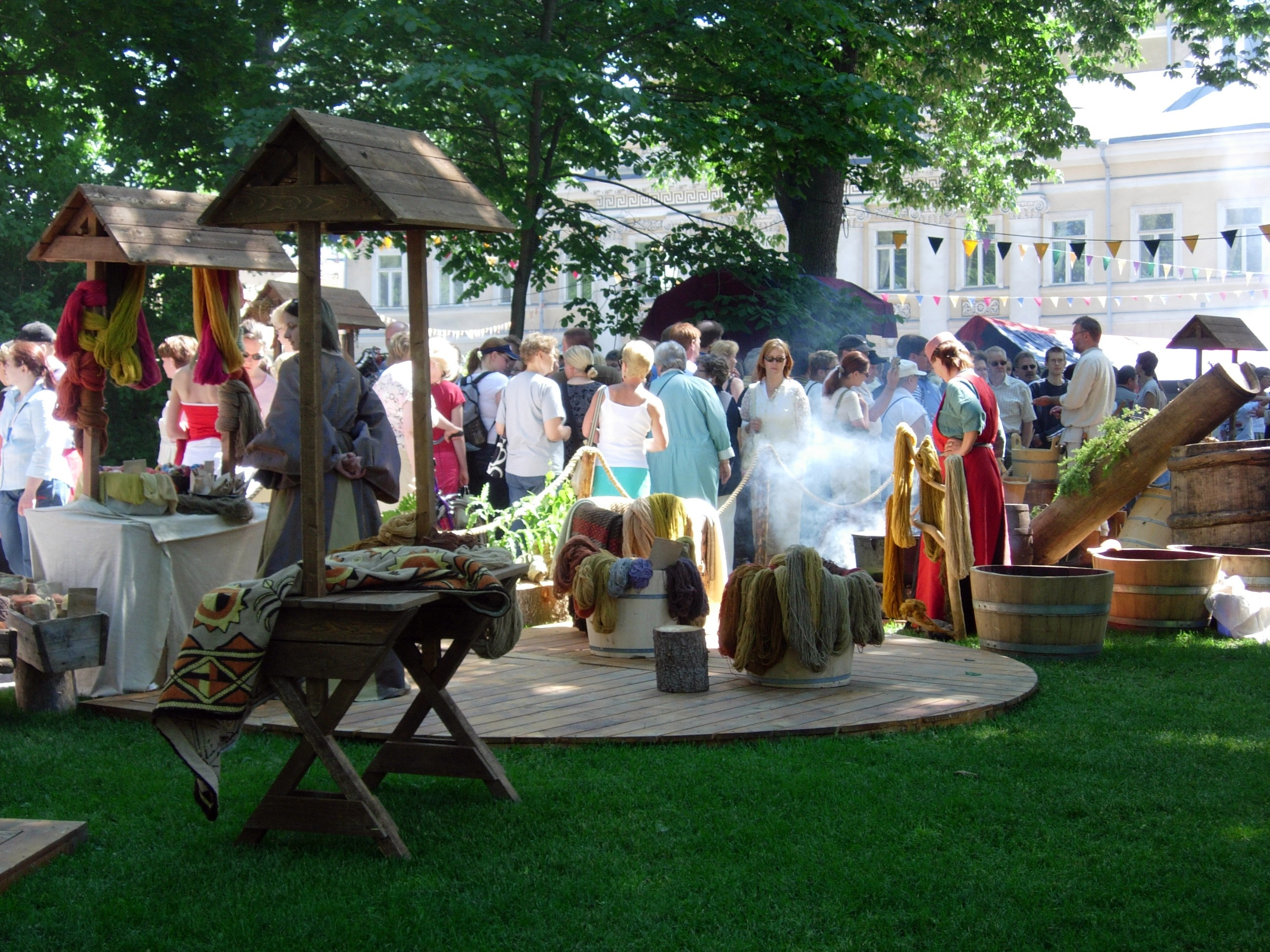
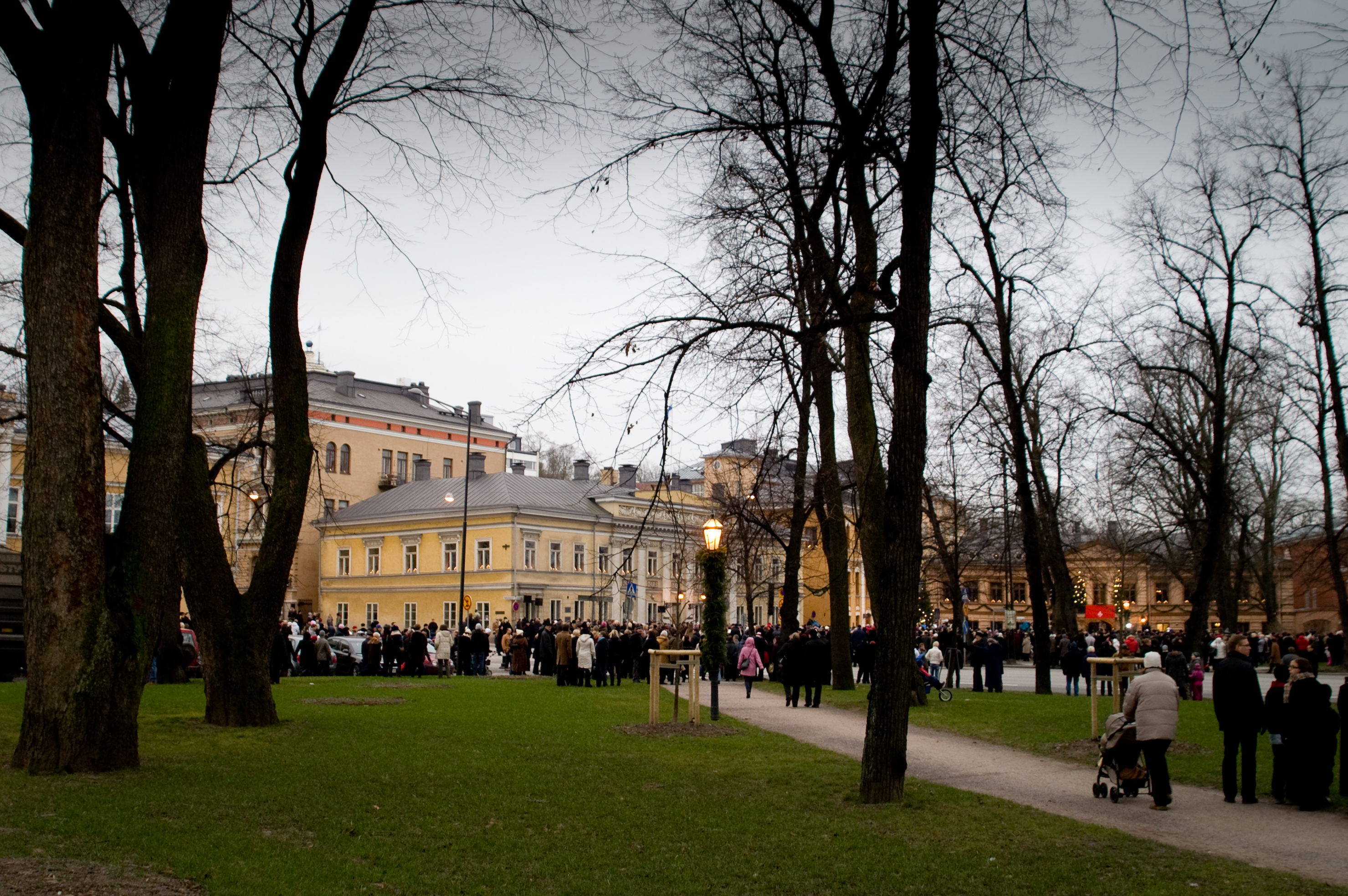
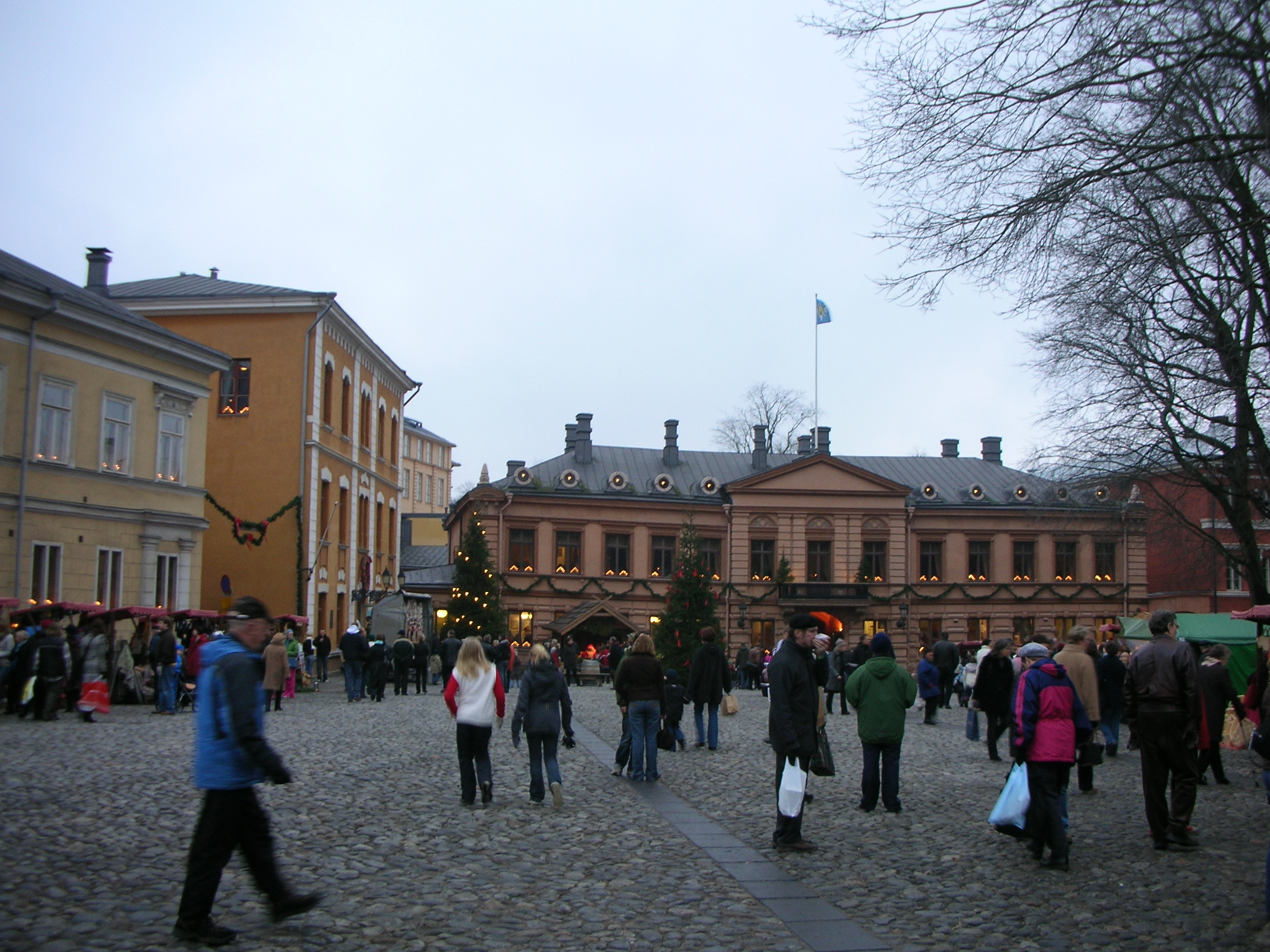
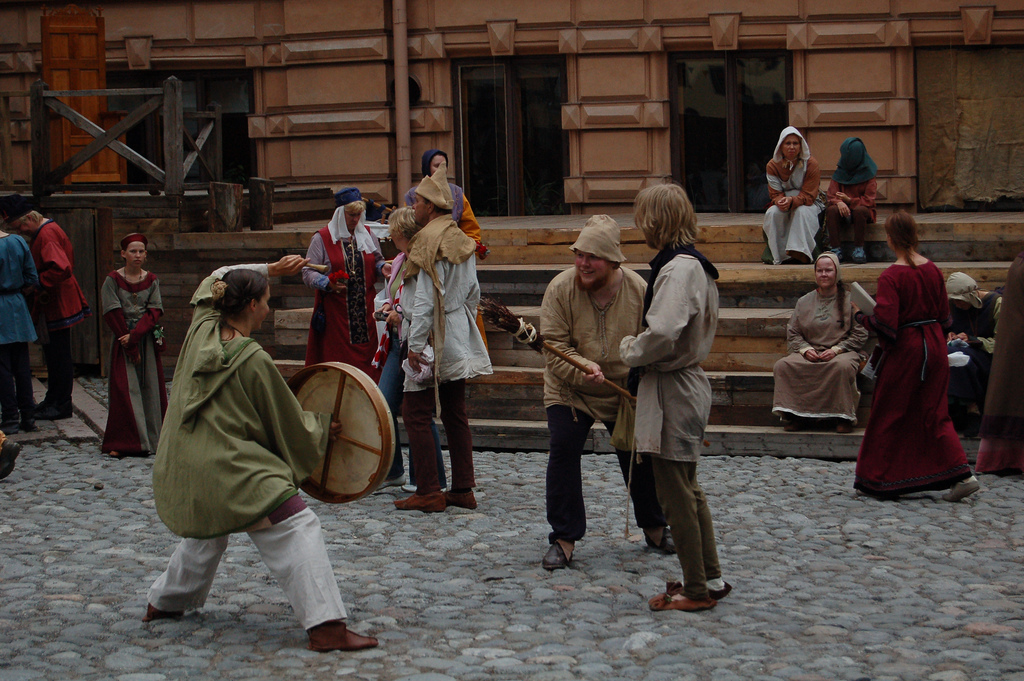
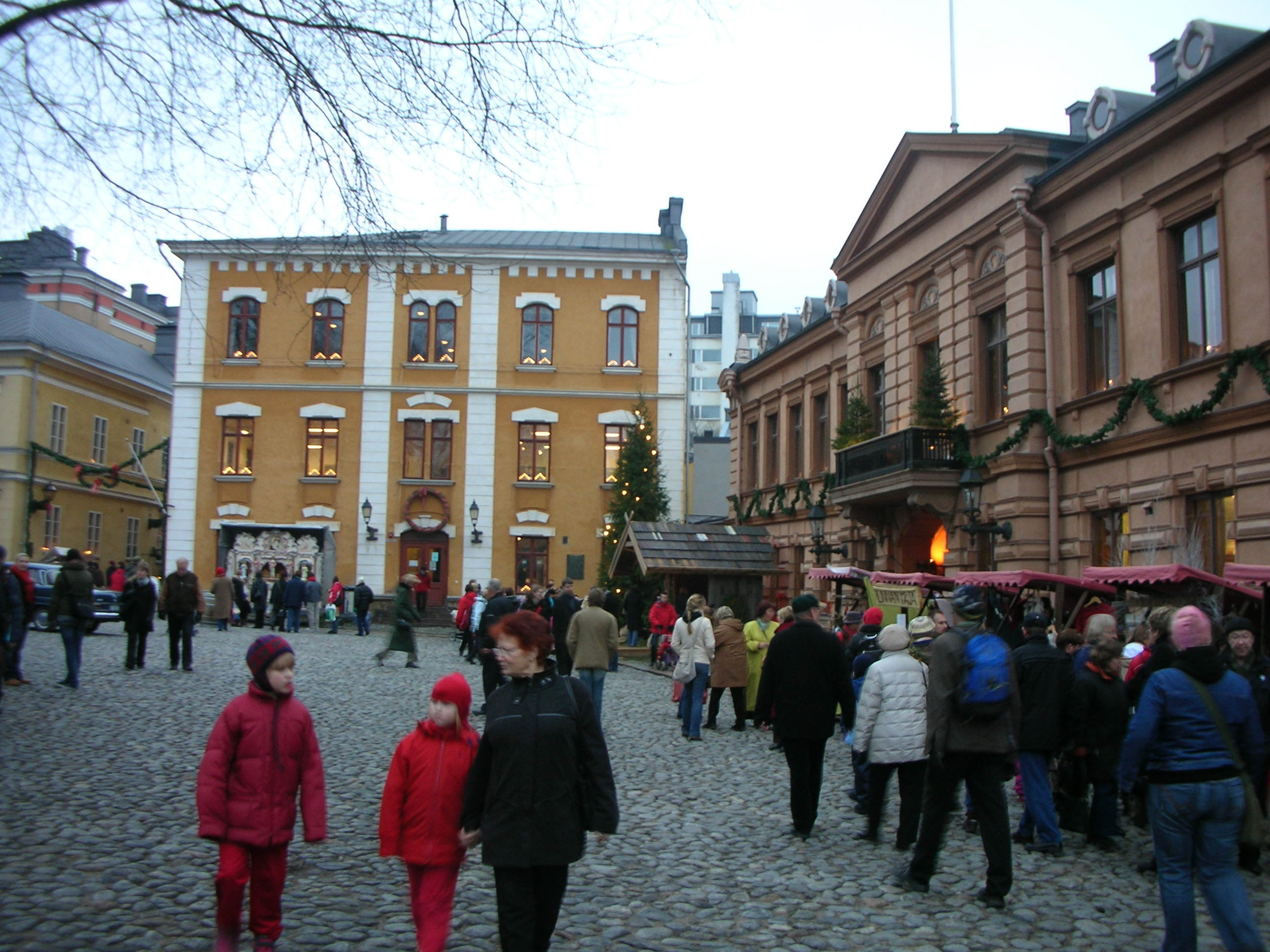